# Sven de Wijn
Sven de Wijn (Bussum ,13 de agosto de 1985) es un actor neerlandés. Es conocido por interpretar a Jeroen Cornelissen en la serie de televisión juvenil, Het Huis Anubis.

## Trayectoria
De Wijn estudió ciencias de la comunicación en Róterdam.
Después de una audición, fue seleccionado para interpretar el papel de Jeroen Cornelissen en la serie juvenil de misterio, Het Huis Anubis, emitida por Nickelodeon. Participó en las 4 temporadas de la serie, en los espectáculos teatrales, y en dos de las películas que se realizaron. 
Dentro de sus trabajos se encuentran, un papel secundario como el personaje de Bassie en la película Sterke verhalen de 2010, un papel secundario en el cortometraje Broken Promise de 2011 y dos papeles de extra, como cliente, en De Ludwigs, y enfermero en la serie de televisión Goede tijden, slechte tijden. Fue el director de esta, en el sexto episodio de la temporada 2 de Ushi & The Family. En 2013, apareció en dos episodios de Caps Club.
En 2014, retomó su carrera como actor, en la serie de televisión, Het kasteel van Sinterklaas & de bonte wensballon, interpretando a Kasteelpiet. En 2015, participó del musical, Soldaat van Oranje, donde formó parte del elenco y fue suplente de los personajesː Fred van Houten y Anton Roover. 
El 6 de enero de 2018, participó del programa especial del reencuentro de los actores de Het Huis Anubis.  También apareció en la serie Moordvrouw y Centraal Medisch Centrum.  

## Filmografía
| Películas   | Películas                                             | Películas            | Películas        |
| Año         | Título                                                | Personaje            | Notas            |
| ----------- | ----------------------------------------------------- | -------------------- | ---------------- |
| 2008        | Anubis en het pad der 7 zonden                        | Jeroen Cornelissen   | Papel principal  |
| 2010        | Anubis en de terugkeer van Sibuna!                    | Jeroen Cornelissen   | Papel principal  |
| 2010        | Sterke verhalen                                       | Bassie               | Papel secundario |
| Televisión  |                                                       |                      |                  |
| Año         | Título                                                | Personaje            | Notas            |
| 2006 - 2009 | Het Huis Anubis                                       | Jeroen Cornelissen   | Papel principal  |
| 2012        | Goede tijden, slechte tijden                          | Enfermero            | Invitado         |
| 2013        | Caps Club                                             | Jonathan de Wulf     | Papel secundario |
| 2014        | Het kasteel van Sinterklaas &amp; de bonte wensballon | Kasteelpiet          | Papel principal  |
| 2017        | Dokter Tinus                                          | Daan Molenaar        | Invitado         |
| 2018        | Moordvrouw                                            | Henry                | Papel secundario |
| 2018        | Centraal Medisch Centrum                              | Desconocido          | Invitado         |
| 2018        | Nachtwacht                                            | Metentis             | Invitado         |
| 2018        | De Ludwigs                                            | Cliente de la tienda | Invitado         |

## Teatro
| Espectáculo                                   | Personaje                                  | Año         |
| --------------------------------------------- | ------------------------------------------ | ----------- |
| Anubis en de Graal van de Eeuwige Vriendschap | Jeroen Cornelissen                         | 2008 - 2009 |
| Anubis en de Legende van het Spooktheater     | Jeroen Cornelissen                         | 2009 - 2010 |
| Soldaat van Oranje                            | Desconocido                                | 2015        |
| Soldaat van Oranje                            | Suplente de Fred van Houten & Anton Roover | 2015-2016   |